# Заболотцівський район
Колишній район Львівської області, центром якого було село Заболотці

## Історія
Пониковицький район було створено у січні 1940 року, однак на період німецької окупації призупинив свою діяльність, поновивши її лише у вересні 1944 року. У 1946 році за назвою райцентру перейменовано на Заболотцівський. Втім, у березні 1959 року вже було ліквідовано Заболотцівський район, а його територія увійшла до складу Бродівського і Олеського районів.

## Територія
До складу Заболотцівського району, окрім села Заболотці входило ще ряд сіл, серед них Пониква, Ясенівка, Гутисько, Пониковиця, Ясенів, Гутисько-Тур'янське.

## Заболотцівський райком КП(б)У
Вже у січні 1940 року було створено Пониковицький райком КП(б)У, однак у червні 1941 року він призупинив свою діяльність відновивши її в вересні 1944 року. У жовтні 1952 року перейменований за Заболотцівський райком КПУ. Ліквідований райком у березні 1959 року у зв'язку з ліквідацією району. Заболотцівський райком складався з наступних структурних підрозділів: бюро (загальний відділ), організаційно-інструкторський відділ (з 1949 р. — відділ партійних, профспілкових та комсомольських організацій), сектор партійної статистики, відділ пропаганди i агітації, сільськогосподарський відділ, військовий відділ, відділ по роботі серед жінок, відділ кадрів.

## ДіяльністьОУНтаУПА
Підпільна боротьба на території Заболотцівського району тривала багато років після війни, до неї доводилось залучати значні сили спецорганів. Наприклад, 5-6 листопада 1953 року було проведено операцію у лісовому масиві на межі Олеського, Підкамінського і Заболотцівського районів Львівської області з метою знайти сховище оунівського керівника. Для цієї операції було задіяно два загони внутрішньої охорони МВД УРСР загальною чисельністю 1500 осіб. На початку листопада того самого 1953 року при проведенні операції по «ліквідації оунівських бандглаварів» у Львівській області було задіяно зведений загін чисельністю 2050 осіб.

## Релігія
Попри атеїстичну пропаганду владі так і не вдалось ліквідувати діяльність релігійних груп. Зокрема в ряді сіл району діяли групи Християн віри Євангельської. Зокрема ця конфесія нараховувала 46 вірних у с. Пониква, 55 — у с. Ясенівка, 40 — у с. Гутисько, 50 — у с. Пониковиця. Також нелегальна громада ХВЄ (7 чоловік) діяла у селі Гутисько-Тур'янське.